# Prepelica
Prepelica, tudi navadna prepelica (znanstveno ime Coturnix coturnix) je naš najmanjši predstavnik  ptic  iz družine poljskih kur (Phasianidae), ki se jeseni odseli, spomladi pa vrne. Prezimuje v severni, vzhodni in zahodni  Afriki in Arabiji.

## Opis
Prepelica je majhna ptica ki meri od 17 – 19 cm in tehta okoli 150g. Samec in samica sta si po izgledu zelo podobna le da ima samec nekoliko izrazitejšo barvo. Samec ima rjavo, samica pa belkasto podvratno perje. Nad očmi ima samec belo progo. Z razprtimi krili meri 32 – 35 cm. Ima rjavo glavo, rdečkasto rjave oči in rjav rahlo ukrivljen kljun.
V Slovenijo prihaja konec aprila ali začetek maja, odhaja pa konec avgusta ali začetek septembra. Za razliko od drugih ptic selivk prepelica ne sledi vedno isti poti in lahko spremeni kraj gnezdenja ali prezimovanja. Pari se v maju in juniju. Gnezdi na tleh po navadi pod grmom, gostem žitu ali travi kjer v majhno vdolbinico znese 8 – 16 jajc, ki so rumeno rjave barve s temnimi pikami in lisami. Vali jih 17 – 18 dni.
Življenjski prostor prepelice so odprta polja, travniki in žitna polja. Hrani se z različnim rastlinjem, semenjem, tudi žuželkami, ki so glavna hrana kebčkom. Pred jesenjo je lepo rejena. Rada ima rahlo vlažna tla, najdemo jo do višine 1000m nadmorske višine, ponekod pa lahko doseže tudi 1800m nadmorske višine.
Prepelice veljajo za specialiteto, tako zaradi njihovih jajc kot tudi njihovega mesa.

## Taksonomija
Prepelico je prvi znanstveno opisal švedski naravoslovec Carl Linnaeus  leta 1758 iv deseti izdaji njegovega dela Systema Naturae z dvočlenskim imenom Tetrao coturnix. Vrstni pridevek coturnix je  latinska beseda za prepelico. Ta vrsta se danes umešča v rod Coturnix, ki ga je leta 1764 uvedel francoski naravoslovec François Alexandre Pierre de Garsault. Navadna prepelica je bila nekoč obravnavana kot ista vrsta kot japonska prepelica (Coturnix japonica). Razširjenost obeh vrst se prekriva v Mongoliji in ob Bajkalskem jezeru , vendar ne kažejo znakov križanja v naravi. V ujetništvu imajo križanci zmanjšano plodnost.. Zato danes japonsko prepelico obravnavajo kot ločeno vrsto.
Prepoznanih je pet podvrst:
- C. c. coturnix (Linnaeus, 1758) – gnezdi v Evropi in severozahodni Afriki vse do Mongolije in severne Indije; prezimuje v Afriki ter osrednji in južni Indiji
- C. c. conturbans Hartert, 1917 – Azori
- C. c. inopinata Hartert, 1917 – Zelenortski otoki
- C. c. africana Temminck & Schlegel, 1848 – podsaharska Afrika in trije otoki
- C. c. erlangeri Zedlitz, 1912 – vzhodna in severovzhodna Afrika